# الراكبة السفلى (بكيل المير)

تعديل مصدري - تعديل

الراكبة السفلى هي إحدى قرى عزلة العطن بمديرية بكيل المير التابعة لمحافظة حجة، بلغ تعداد سكانها 167 نسمة حسب تعداد اليمن لعام 2004.